# Collegio elettorale di Ghedi (Camera dei deputati)
Il collegio di Ghedi fu un collegio elettorale uninominale della Repubblica Italiana per l'elezione della Camera dei deputati. Apparteneva alla circoscrizione Lombardia 2 e fu utilizzato per eleggere un deputato nella XII, XIII e XIV legislatura.
Venne istituito nel 1993 con la cosiddetta Legge Mattarella (Legge n. 277, Nuove norme per l'elezione della Camera dei deputati), attuata in seguito al referendum abrogativo del 1993. La legge istituì per la Camera dei deputati e per il Senato della Repubblica un sistema di elezione misto, in parte maggioritario e in parte proporzionale. Il 75% dei parlamentari dell'assemblea veniva eletto in collegi uninominali tramite sistema maggioritario a turno unico; il restante 25% alla Camera veniva eletto tramite sistema proporzionale con liste bloccate.
Il collegio venne abolito insieme a tutti gli altri che costituivano la Camera con la promulgazione della legge elettorale successiva, la cosiddetta Legge Calderoli. Questa prevedeva un sistema proporzionale con premio di maggioranza, che alla Camera veniva attribuito a livello nazionale.

## Territorio
Il collegio di Ghedi era uno dei 74 collegi uninominali in cui era suddivisa la Lombardia e, come previsto dal D.Lgs. del 20 dicembre 1993 n. 536, era interamente compreso nella provincia di Brescia e comprendeva i seguenti comuni: Acquafredda, Alfianello, Azzano Mella, Bagnolo Mella, Bassano Bresciano, Calvisano, Capriano del Colle, Castel Mella, Cigole, Fiesse, Gambara, Ghedi, Gottolengo, Isorella, Leno, Mairano, Manerbio, Milzano, Montirone, Offlaga, Pavone del Mella, Poncarale, Pontevico, Pralboino, Remedello, San Gervasio Bresciano, Seniga e Visano.

## Eletti
| Elezione | Elezione | Deputato          | Partito                  |
| -------- | -------- | ----------------- | ------------------------ |
|          | 1994     | Eugenio Baresi    | Polo delle Libertà (CCD) |
|          | 1996     | Francesco Ferrari | L'Ulivo (PPI)            |
|          | 2001     | Luigi Maninetti   | Casa delle Libertà (CCD) |

## Dati elettorali

### XII legislatura

#### Risultati proporzionale
| Coalizioni        | Coalizioni           | Liste                           | Liste                              | Voti   | %     |
| ----------------- | -------------------- | ------------------------------- | ---------------------------------- | ------ | ----- |
|                   | Polo delle Libertà   |                                 | Lega Nord                          | 20.259 | 23,14 |
|                   | Polo delle Libertà   | Forza Italia                    | 19.134                             | 21,86  |       |
| Totale Coalizione | Totale Coalizione    | 39.393                          | 45,00                              |        |       |
|                   | Progressisti         |                                 | Partito Democratico della Sinistra | 12.312 | 14,07 |
|                   | Progressisti         | Rifondazione Comunista          | 4.590                              | 5,24   |       |
|                   | Progressisti         | Federazione dei Verdi           | 1.580                              | 1,81   |       |
|                   | Progressisti         | Partito Socialista Italiano     | 1.119                              | 1,28   |       |
|                   | Progressisti         | La Rete - Movimento Democratico | 568                                | 0,65   |       |
| Totale coalizione | Totale coalizione    | 20.169                          | 23,05                              |        |       |
|                   | Patto per l'Italia   |                                 | Partito Popolare Italiano          | 14.462 | 16,52 |
|                   | Patto per l'Italia   | Patto Segni                     | 4.307                              | 4,92   |       |
| Totale coalizione | Totale coalizione    | 18.769                          | 21,44                              |        |       |
|                   | Alleanza Nazionale   | Alleanza Nazionale              | Alleanza Nazionale                 | 4.314  | 4,93  |
|                   | Lega Alpina Lumbarda | Lega Alpina Lumbarda            | Lega Alpina Lumbarda               | 2.463  | 2,81  |
|                   | Lista Pannella       | Lista Pannella                  | Lista Pannella                     | 2.423  | 2,77  |
| Totale            | Totale               | Totale                          | Totale                             | 87.531 |       |

#### Risultati uninominale
|                               | Eugenio Baresi ✔️ Eletto | Polo delle Libertà (FI - LN - CCD - UDC) | 43 505 | 50,56 |  |  |  |  |  |
|                               | Aldo Rebecchi            | Progressisti                             | 19 541 | 22,71 |  |  |  |  |  |
|                               | Gualtiero Muchetti       | Patto per l'Italia                       | 17 380 | 20,20 |  |  |  |  |  |
|                               | Giovanni Barbieri        | Alleanza Nazionale                       | 5 614  | 6,52  |  |  |  |  |  |
| Totale                        | Totale                   | Totale                                   | 86 040 | 100   |  |  |  |  |  |
|                               |                          |                                          |        |       |  |  |  |  |  |
| Fonte: Ministero dell'interno |                          |                                          |        |       |  |  |  |  |  |

### XIII legislatura

#### Risultati proporzionale
| Coalizioni        | Coalizioni                         | Liste                                     | Liste                              | Voti   | %     |
| ----------------- | ---------------------------------- | ----------------------------------------- | ---------------------------------- | ------ | ----- |
|                   | Lega Nord                          | Lega Nord                                 | Lega Nord                          | 28.825 | 33,33 |
|                   | Polo per le Libertà                |                                           | Forza Italia                       | 14.554 | 16,83 |
|                   | Polo per le Libertà                | Alleanza Nazionale                        | 6.400                              | 7,40   |       |
|                   | Polo per le Libertà                | CCD-CDU                                   | 5.799                              | 6,71   |       |
| Totale coalizione | Totale coalizione                  | 26.753                                    | 30,94                              |        |       |
|                   | L'Ulivo                            |                                           | Partito Democratico della Sinistra | 13.183 | 15,24 |
|                   | L'Ulivo                            | Popolari per Prodi (PPI-SVP-PRI-UD-Prodi) | 6.296                              | 7,28   |       |
|                   | L'Ulivo                            | Rinnovamento Italiano                     | 3.002                              | 3,47   |       |
|                   | L'Ulivo                            | Federazione dei Verdi                     | 1.476                              | 1,71   |       |
| Totale coalizione | Totale coalizione                  | 23.957                                    | 27,70                              |        |       |
|                   | Progressisti                       |                                           | Rifondazione Comunista             | 5.173  | 5,98  |
|                   | Lista Pannella - Sgarbi            | Lista Pannella - Sgarbi                   | Lista Pannella - Sgarbi            | 1.399  | 1,62  |
|                   | Movimento Sociale Fiamma Tricolore | Movimento Sociale Fiamma Tricolore        | Movimento Sociale Fiamma Tricolore | 370    | 0,43  |
| Totale            | Totale                             | Totale                                    | Totale                             | 86.477 |       |

#### Risultati uninominale
|                               | Francesco Ferrari ✔️ Eletto | L'Ulivo             | 31 084 | 35,96 |  |  |  |  |  |
|                               | Manlio Mantovani            | Lega Nord           | 30 249 | 35,00 |  |  |  |  |  |
|                               | Eugenio Baresi              | Polo per le Libertà | 25 103 | 29,04 |  |  |  |  |  |
| Totale                        | Totale                      | Totale              | 86 436 | 100   |  |  |  |  |  |
|                               |                             |                     |        |       |  |  |  |  |  |
| Fonte: Ministero dell'interno |                             |                     |        |       |  |  |  |  |  |

### XIV legislatura

#### Risultati proporzionale
| Coalizioni        | Coalizioni              | Liste                   | Liste                                 | Voti   | %     |
| ----------------- | ----------------------- | ----------------------- | ------------------------------------- | ------ | ----- |
|                   | Casa delle Libertà      |                         | Forza Italia                          | 24.491 | 28,08 |
|                   | Casa delle Libertà      | Lega Nord               | 14.106                                | 16,17  |       |
|                   | Casa delle Libertà      | Alleanza Nazionale      | 7.093                                 | 8,13   |       |
|                   | Casa delle Libertà      | CCD-CDU                 | 3.681                                 | 4,22   |       |
|                   | Casa delle Libertà      | Nuovo PSI               | 577                                   | 0,66   |       |
| Totale coalizione | Totale coalizione       | 49.948                  | 57,26                                 |        |       |
|                   | L'Ulivo                 |                         | La Margherita (Dem - PPI - RI- UDEUR) | 12.681 | 14,54 |
|                   | L'Ulivo                 | Democratici di Sinistra | 9.212                                 | 10,56  |       |
|                   | L'Ulivo                 | Comunisti Italiani      | 1.569                                 | 1,80   |       |
|                   | L'Ulivo                 | Il Girasole (FdV - SDI) | 1.203                                 | 1,38   |       |
| Totale coalizione | Totale coalizione       | 24.665                  | 28,28                                 |        |       |
|                   | Rifondazione Comunista  | Rifondazione Comunista  | Rifondazione Comunista                | 3.989  | 4,57  |
|                   | Lista Di Pietro         | Lista Di Pietro         | Lista Di Pietro                       | 3.008  | 3,45  |
|                   | Partito Pensionati      | Partito Pensionati      | Partito Pensionati                    | 1.879  | 2,15  |
|                   | Lista Pannella - Bonino | Lista Pannella - Bonino | Lista Pannella - Bonino               | 1.746  | 2,00  |
|                   | Democrazia Europea      | Democrazia Europea      | Democrazia Europea                    | 1.274  | 1,46  |
|                   | Fiamma Tricolore        | Fiamma Tricolore        | Fiamma Tricolore                      | 527    | 0,60  |
|                   | Libdem. Basta           | Libdem. Basta           | Libdem. Basta                         | 136    | 0,16  |
|                   | Abolizione scorporo     | Abolizione scorporo     | Abolizione scorporo                   | 47     | 0,05  |
| Totale            | Totale                  | Totale                  | Totale                                | 87.219 |       |

#### Risultati uninominale
|                               | Luigi Maninetti ✔️ Eletto  | Casa delle Libertà | 45 463 | 52,65 |  |  |  |  |  |
|                               | Valerio Giuseppe Signorini | L'Ulivo            | 33 059 | 38,29 |  |  |  |  |  |
|                               | Giovanni Migliorati        | Lista Di Pietro    | 4 804  | 5,56  |  |  |  |  |  |
|                               | Oliviero Mosca             | Democrazia Europea | 3 021  | 3,50  |  |  |  |  |  |
| Totale                        | Totale                     | Totale             | 86 347 | 100   |  |  |  |  |  |
|                               |                            |                    |        |       |  |  |  |  |  |
| Fonte: Ministero dell'interno |                            |                    |        |       |  |  |  |  |  |